# Ý
Der Buchstabe Ý - Kleinbuchstabe ý ist ein Buchstabe des lateinischen Schriftsystems. Er kommt unter anderem im Altnordischen, im Isländischen und Färöischen vor und gilt in diesen Sprachen als ein gesonderter Buchstabe. Ebenso gibt es ihn im Alphabet der turkmenischen Sprache. Im Tschechischen und Slowakischen ist er die lange Form des Vokals y.
Von der Form her ist das Ý ein Y mit Akut.

## Vorkommen

### Im Färöischen
Im Färöischen heißt der Buchstabe seinna í [ˈsaidna ˈʊi] „hinteres í“ – im Gegensatz zum „vorderen í“, dem Í, und wird genauso wie jenes ausgesprochen:
- Kurz als Diphthong [ʊi]: nýtt [nʊitː] (neu n.)
- Kurz vor /dʒ, ɻ, ʂ, ʃ/ und oft vor /g, k/ als [ʊ]: nýggjur [ˈnʊdʒʊɹ] (neu m.), fýrs [fʊʃ] (80), lýkka [ˈlʊkːa] (Milde)
- Lang als Diphthong [ʊiː]: Týr [tʊiːɹ]

Folgt dem Ý ein Vokal, so ist der Gleitkonsonant [j] zu hören: býur [ˈbʊijʊɹ] (Stadt)

#### Einsortierung im Alphabet
Im Färöischen ist das Ý der 27. und drittletzte Buchstabe des Alphabets. Er wird gesondert zwischen Y und Æ einsortiert: ... v, y, ý, æ, ø
Vor der Herausgabe des Føroysk orðabók 1998 wurde das färöische ý unter y einsortiert. Daraus resultiert in Wortlisten:
- früher: yðja, ýl, ylja, ýti..
- heute: yðja, ylja, ... yvir, ýl, ýti

### Im Isländischen
Im Isländischen wird das Ý wie folgt ausgesprochen:
- Kurz: [⁠i⁠]
- Lang: [iː]

#### Einsortierung im Alphabet
Im Isländischen ist das Ý der 29. und viertletzte Buchstabe des Alphabets. Er wird gesondert zwischen Y und Þ einsortiert: … x, y, ý, þ, æ, ö.

### Im Tschechischen und Slowakischen
Im Tschechischen und Slowakischen bezeichnet Ý die lange Variante des Vokals Y. Dieser ist die harte Form des weichen Vokals I, von dem er sich heute phonetisch in den meisten Positionen nicht mehr unterscheidet.
Beispiel im Tschechischen: být (sein) gegenüber byt (Wohnung).

### Im Turkmenischen
Im Turkmenischen bezeichnet Ý den Lautwert eines deutschen J (Y dagegen steht für den ungerundeten geschlossenen Hinterzungenvokal, vgl. türkisch ı) Beispiel: Saparmyrat Ataýewiç Nyýazow ggü. transkribiert russisch: Saparmurat Atajewitsch Nijasow.

## Darstellung auf dem Computer

### Unicode
Im internationalen Zeichenkodierungssystem Unicode nimmt das große Ý Position U+00DD ein, das kleine ý liegt auf U+00FD. Die gleiche Position hat es auch im Zeichensatz Latin-1.
Auf Tastaturen wird das Ý mit der Akut-Tottaste erzeugt, die zuerst gedrückt wird, und danach entweder das große oder kleine Y.
- Großbuchstabe Ý: ´ – Shift+Y
- Kleinbuchstabe ý: ´ – Y

Auch das isländische und färöische Tastaturlayout sieht für die Buchstaben á, (é), í, ó, ú, ý keine eigenen Tasten vor, sodass auch dort die Eingabe wie oben beschrieben erfolgt.

### HTML
In HTML kann das Ý auch mit den folgenden Entitäten umschrieben werden:
- Großbuchstabe Ý: &Yacute;
- Kleinbuchstabe ý: &yacute;

### TeX
In TeX wird das Ý wie folgt wiedergegeben:
- Großbuchstabe Ý: \'Y
- Kleinbuchstabe ý: \'y